# Elevatorkraft
Elevatorkraften er en tilsyneladende kraft (fiktiv kraft) der synes at påvirke legemer når man betragter dem i et koordinatsystem der accelereres jævnt (dvs. med konstant acceleration) i forhold til et inertialsystem.
Hvis et legeme bevæger sig i en jævn acceleration i forhold til et inertialsystem, må accelerationen skyldes en kraft der får legemet til at ændre sin hastighed.
Newtons anden lov er kun gyldig i inertialsystemer, og kan derfor ikke benyttes i det koordinatsystem i jævn accelereration (hvor legemet står stille). Ved at tilføje en fiktiv kraft, elevatorkraften, kan Newtons anden lov bringes til anvendelse også i det jævnt accelereret koordinatsystem. Elevatorkraften har modsat retning og samme størrelse som den kraft der får legemet til at accelerere; på vektorform er den:
{\displaystyle {\vec {F}}_{e}=-m{\vec {a}}_{0}}
hvor m er legemets masse, og {\displaystyle {\vec {a}}_{0}} er den konstante acceleration, koordinatsystemet har i forhold til et inertialsystem.
Tilføjelse af elevatorkraften er nok til at gøre Newtons anden lov gyldig i systemer der accelererer med konstant acceleration. Accelereres systemet på andre måder tilføjes yderligere fiktive kræfter: Centrifugalkraften, Corioliskraften og Vinkelaccelerationskraften.